# Boldyrevite
La boldyrevite è un minerale non ancora riconosciuto dall'Associazione Mineralogica Internazionale (IMA) e a cui è stato assegnato provvisoriamente il "nome" UM1941-01-F:AlCaHMgNa. La sua composizione chimica è NaCaMgAl3F14·4(H2O).

## Etimologia e storia
Il minerale è stato chiamato boldyrevite in onore del mineralogista russo Anatolij Kapitonovič Boldyrev (1883-1946). Il nome non è stato ufficialmente accettato dall'IMA, motivo per cui è stato temporaneamente rinominato con una sigla provvisoria.

## Classificazione
Nella Classificazione Nickel-Strunz la boldyrevite è temporaneamente (in attesa del suo eventuale riconoscimento) assegnata alla classe "3.C Alogeni complessi"; da lì è assegnata alla sottoclasse "3.CF Tetto-alluminofluoruri", dove è l'unico membro del sistema nº 3.CF.10.
Nella classificazione dei minerali secondo Dana, usata principalmente nel mondo anglosassone, la boldyrevite è classificata nella classe degli "alogenuri complessi", e da lì nella sottoclasse "Fluoruri di alluminio - catene, fogli e strutture", dove forma il sistema nº 11.8.4.

## Abito cristallino
La boldyrevite è amorfa, pertanto non possiede struttura cristallina definita.

## Origine e giacitura
La boldyrevite è stata rinvenuta in pochissimi siti: nei pressi di Kaduna, in Nigeria e nella Ust'-Kamčatskij rajon nel Circondario federale dell'Estremo Oriente (Russia).

## Forma in cui si presenta in natura
Si presenta in cristalli bianchi o talvolta incolori, ma in alcuni casi anche giallo chiaro